# 米特维茨
米特维茨是德国巴伐利亚州的一个市镇。总面积33.19平方公里，总人口2887人，其中男性1435人，女性1452人（2011年12月31日），人口密度87人/平方公里。